# Grinda
Grinda is een eiland in de scherenkust van Stockholm, circa 10 kilometer ten oosten van Vaxholm en behorend tot de gemeente Värmdö. Het eiland is een populaire bestemming voor dagtoerisme. Er is een jachthaven, een restaurant en een camping. In 1944 werd het door de gemeente Stockholm aangekocht, en in 1998 aan de natuurbeheerorganisatie Skärgårdsstiftelse in beheer gegeven. De scheepvaartonderneming Waxholmsbolaget onderhoudt in de zomermaanden twee keer per dag een dienst tussen Stockholm en Grinda; buiten het zomerseizoen eenmaal per dag.

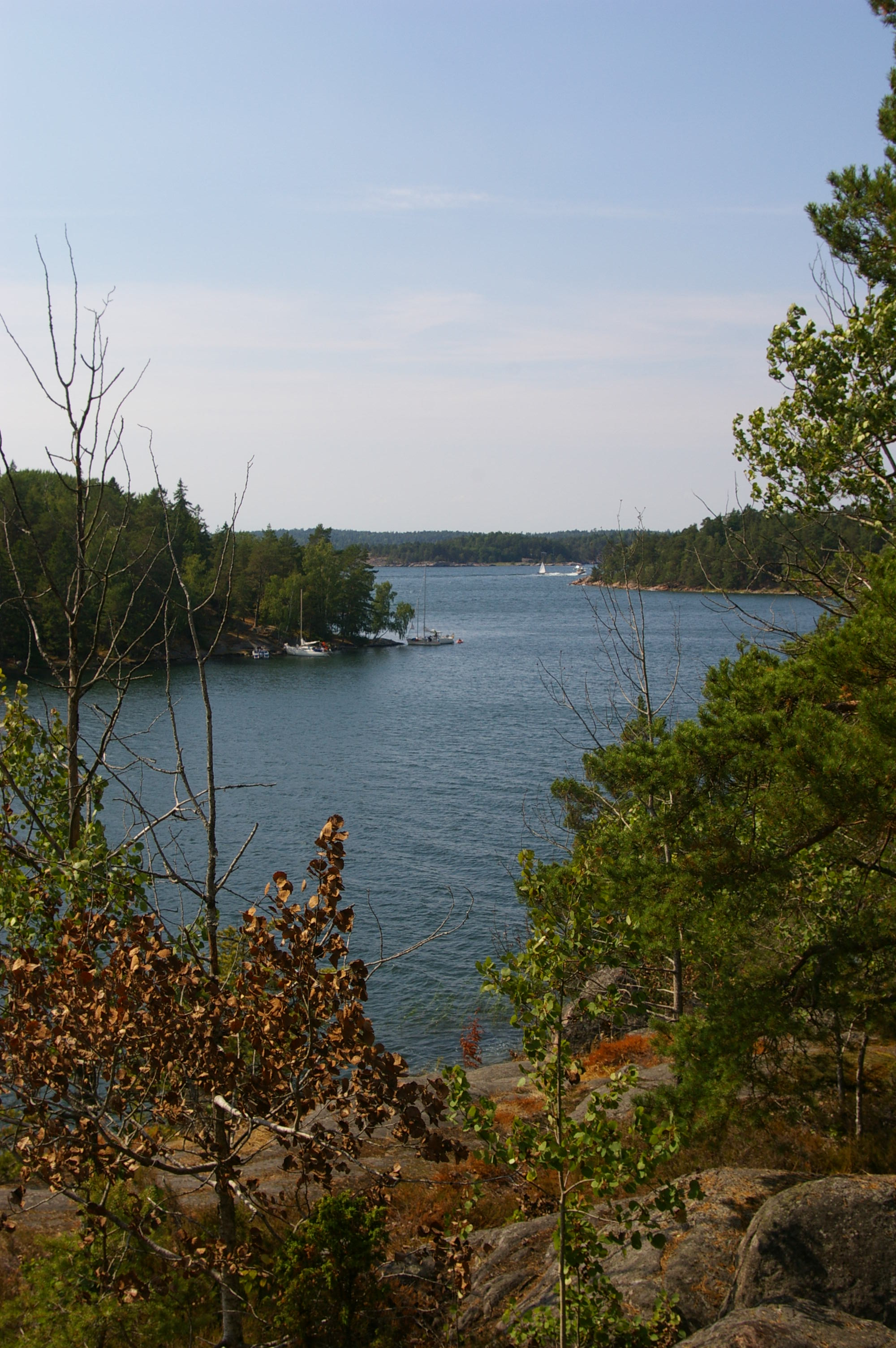
Gezicht vanaf (ongeveer) de zuidoostelijke punt
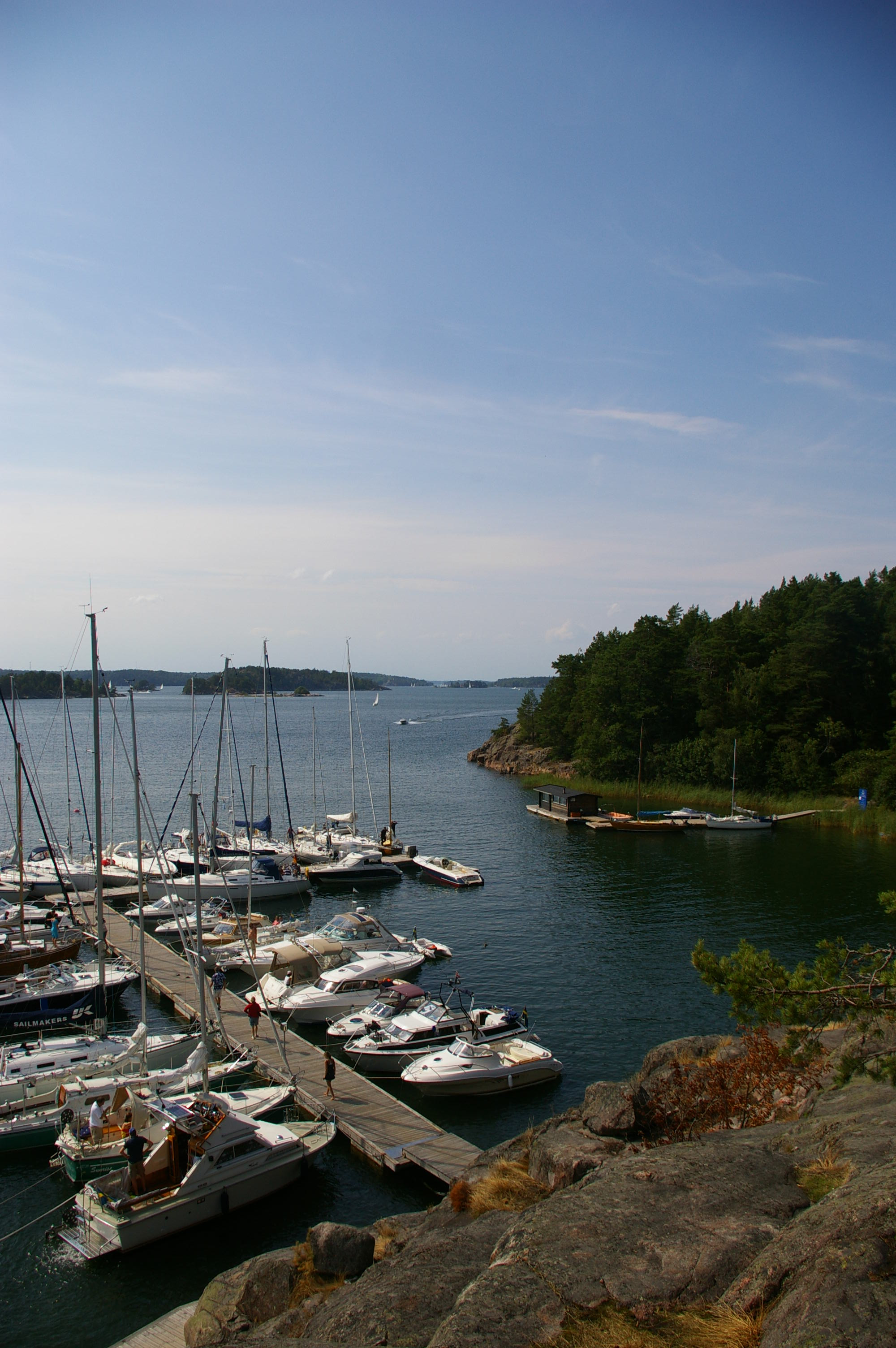
Gezicht op het haventje